# محمد صادق (مصور)
محمد صادق بك مواليد 1822 أو 1832، كان مهندسا في الجيش المصري ومسّاح أراضي، عمل في منصب أمين صندوق الحج مصوراً ومؤلفاً. وثّق الأماكن المقدسة الإسلامية في مكة والمدينة، والتقط أولى الصور المعروفة للجزيرة العربية أو العربية السعودية حالياً.

## الحياة والوظيفة

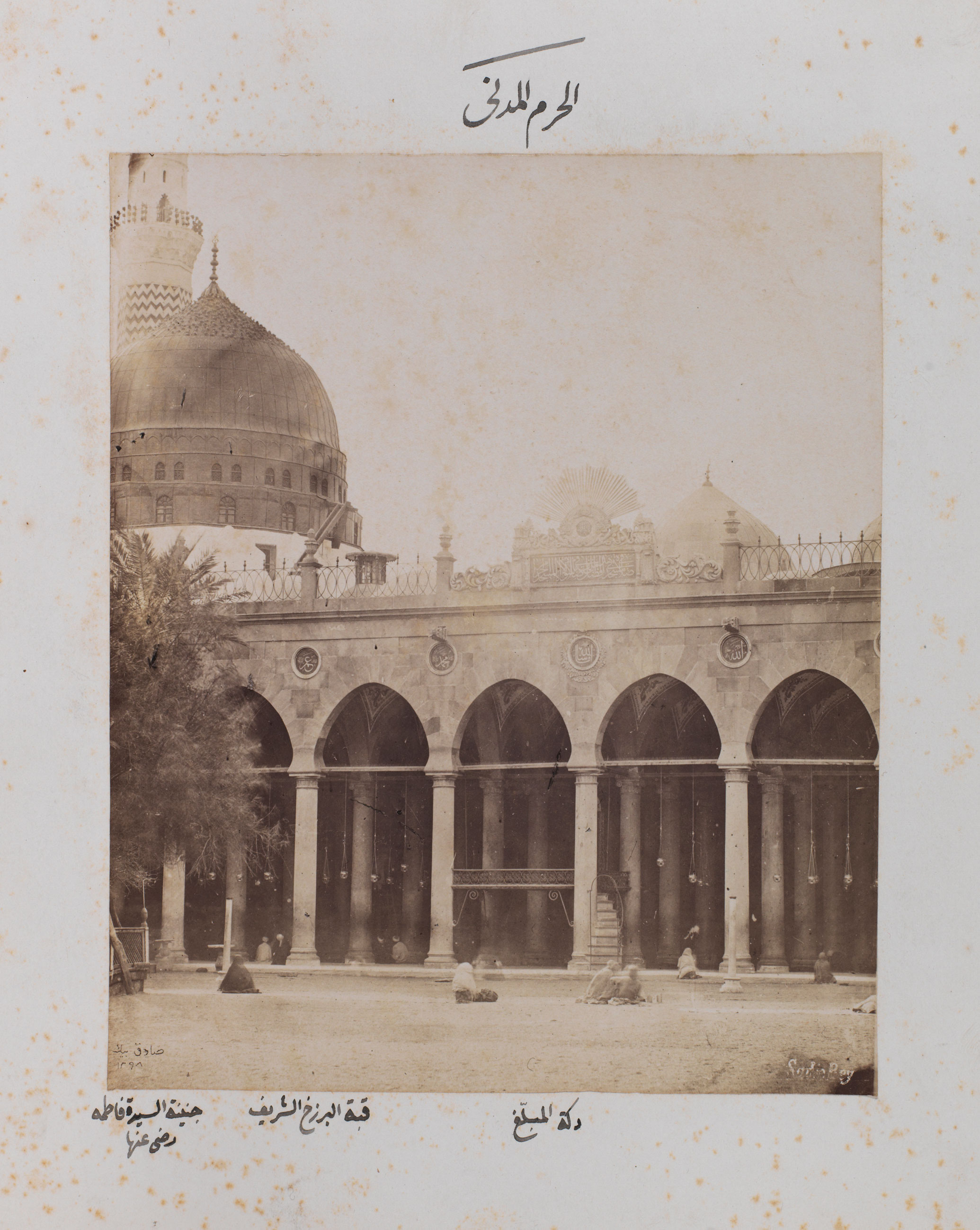
الحرم في المدينة المنورة، تم تصويره عام 1880، بتوقيع صادق بك

ولد محمد صادق في القاهرة، وتلقى تعليمه بالكلية العسكرية في القاهرة ثم في المدرسة متعددة التقانات في باريس. تخرج برتبة عقيد في الجيش المصري وعاد إلى الكلية العسكرية لتدريس رسم الخرائط.
خلال عام 1861، أوكلت له مهمة زيارة للجزيرة العربية من المدينة المنورة إلى ميناء الوجه لإجراء مسح تفصيلي للمسار. كوّن فريقًا مصغرا وحمل معه بعض معدات المسح إضافة إلى آلة تصويره الشخصية؛ مع أن التصوير لم يكن جزءا من المهمة صارت سجلاته الخاصة بالبعثة أولى الروايات المفصلة والمعروفة عن مناخ المنطقة والتجمعات السكانية. كانت صوره للمدينة المنورة هي الأولى على الإطلاق الملتقطة هناك. بحلول 1880 كُلّف بمرافقة قافلة الحجيج من مصر إلى مكة كأمين صندوقها. وكان مسؤولاً عن تأمين الممر للمحمل الموكب الذي كان يخرج من مصر كل عام حاملاً كسوة الكعبة. كانت معه آلة تصويره، بصوره صار أول شخص يصور مكة والمسجد الحرام والكعبة ومخيمات الحج في منى وعرفات.
في سبعينيات القرن التاسع عشر رقي لرتبة بك ثم رتبة باشا عشرين سنة من بعد. وصل إلى رتبة لواء في نهاية مشواره في الخدمة. كان محافظا لمدينة العريش المصرية لفترة وجيزة لكنه عاد إلى القاهرة بعد إصابته بضربة شمس. تزوج في سن34 سنة. توفيت زوجته أثناء مرافقته في رحلة إلى المدينة المنورة ودفنت هناك. توفي صادق في القاهرة عام 1902.

## الصور

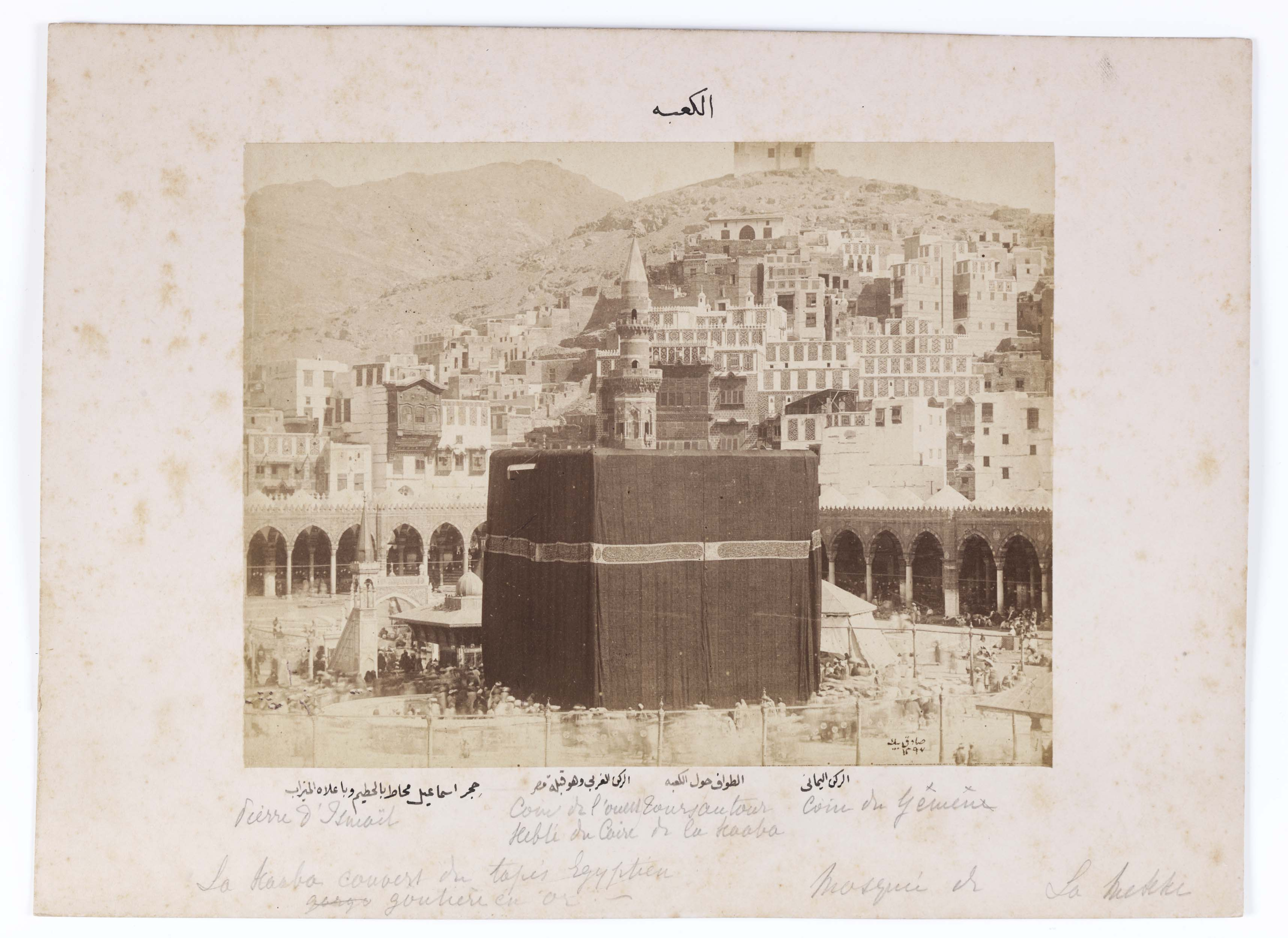
الكعبة صورت عام 1880

استخدم صادق كاميرا تعتمد عملية الكولوديون المبللة ابتكرت في خمسينيات القرن التاسع عشر. أنتج بها صورًا سلبية على ألواح زجاجية مبللة، وهذه التقنية الجديدة في وقتها كانت تتطلب غرفة مظلمة محمولة. من هذه السلبيات قام بعمل مطبوعات زلالية قام بتوقيعها أو ختمها لاحقًا.
في بعثاته من 1861 إلى 1881، صوّر صادق الأجزاء الداخلية والخارجية للأماكن المقدسة على طريق الحج وكذلك في داخل المدينة المنورة. أثناء تصويره للمسجد النبوي ومحيطه في المدينة المنورة في 11 فبراير 1861، أشار في مذكراته أن أحداً لم يلتقط مثل هذه الصور من قبل. في الحرم المكي والمدينة اللذان هما أقدس الأماكن الإسلامية.
استخدم الجدران وأسقف المساجد كنقاط لالتقاط صور بانورامية للمدن. كما قام بتصوير الأشخاص المرتبطين بالأماكن المقدسة. وإلى جانب الحجاج الذين يتجولون حول الكعبة، صور الشيخ عمر الشيبي حارس مفتاح الكعبة، والشريف شوكت باشا حارس المسجد النبوي.
في عام 1876 عُرضت صوره للمدينة في المعرض المئوي في فيلادلفيا. قدم ألبومًا من اثنتي عشرة صورة في المؤتمر الدولي الثالث للجغرافيين عام 1881 في البندقية، وحاز على الميدالية الذهبية. نتيجة لذلك، نُشرت هذه المجموعة باسم Collection de Vues Photography de La Mecque et de Médine.
صوره محفوظة اليوم في مجموعات تشمل مجموعة الخليلي للحج وفنون الحج، متحف فيكتوريا وألبرت، متحف ريس إنجلهورن، ومكتبة هارفارد للفنون الجميلة. يصف المنسق كلود سوي إنجازات صادق في التصوير الفوتوغرافي بأنها ذات أهمية كبيرة حيث يقول : «إن الجودة المطلقة للصور الفوتوغرافية هي دليل على موهبته في هذا المجال وتكشف عن المعايير المهنية في تعامله مع إجراء الكولوديون الرطب». يعكس تصويره وعي رسام الخرائط للعلاقات المكانية وعلاقة المسلم المؤمن بالمنطقة والثقافة والشعب.

## المنشورات
نُشر تقرير زيارته للمدينة المنورة عام 1861 لاحقًا في عام 1877 في الجريدة العسكرية المصرية ثم نُشر في كتاب بعنوان ملخص استكشاف طريق الوجه-المدينة الحجاز وخريطة المساحة العسكرية.
تشمل إصداراته الأخرى:
- Collection de Vues Photography de La Mecque et de Médine، 1881. كانت هذه مجموعة من اثنتي عشرة صورة لمحطات الحج، بما في ذلك أربع صور بانورامية.
- مشعل المحمل، 1881.
- كوكب الحاج في سير المحمل بحران وصريحي بران («نجمة الحج في رحلات المحمل عن طريق البحر والبر»)، 1886.
- دليل الحاج للواريد نين مكة والمدينة (دليل الحج للوافدين إلى مكة والمدينة من كل اتجاه)، 1896.

تجمع جميع كتبه بين الصور والنصائح المكتوبة لحجاج بيت الله الحرام بناءً على زياراته المتكررة للمنطقة. كانت منشوراته باللغة الفرنسية تلخيصًا لأعماله التي فاتته تفاصيل منشوراته العربية، لذلك ظل العالم غير العربي لفترة طويلة غير مدرك لإنجازاته.

## معرض للصور

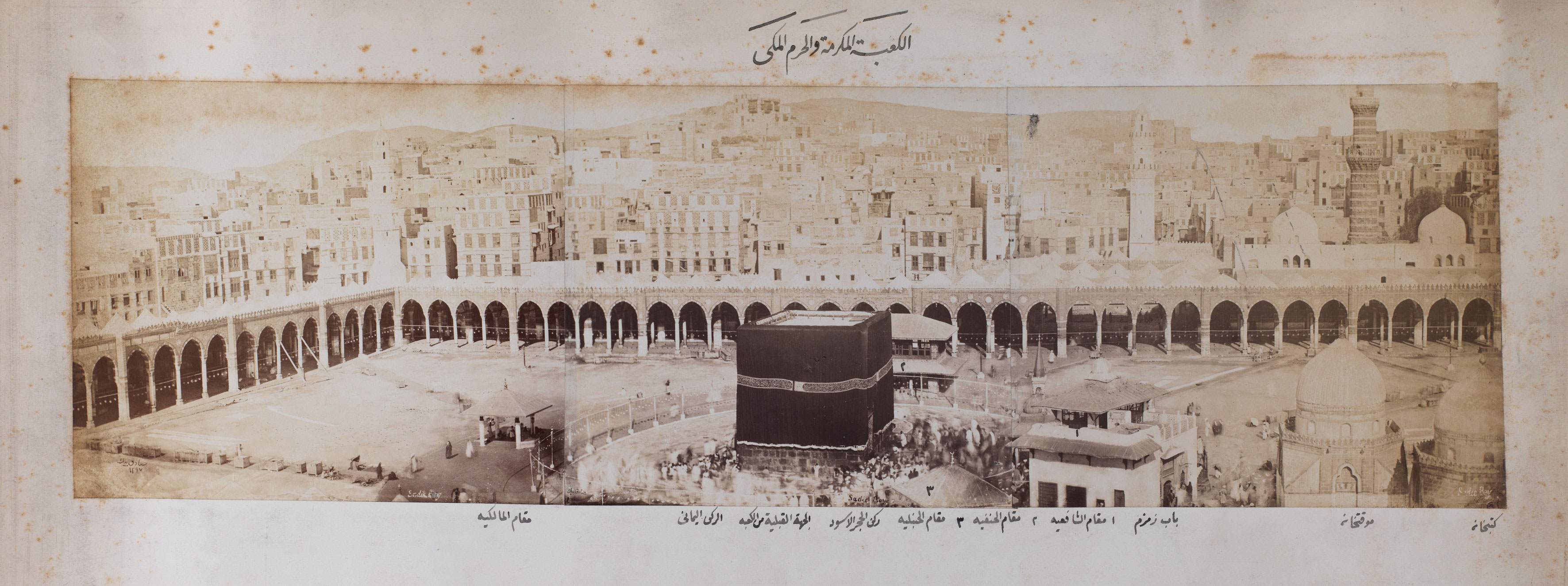
بانوراما الكعبة والحرم المكي
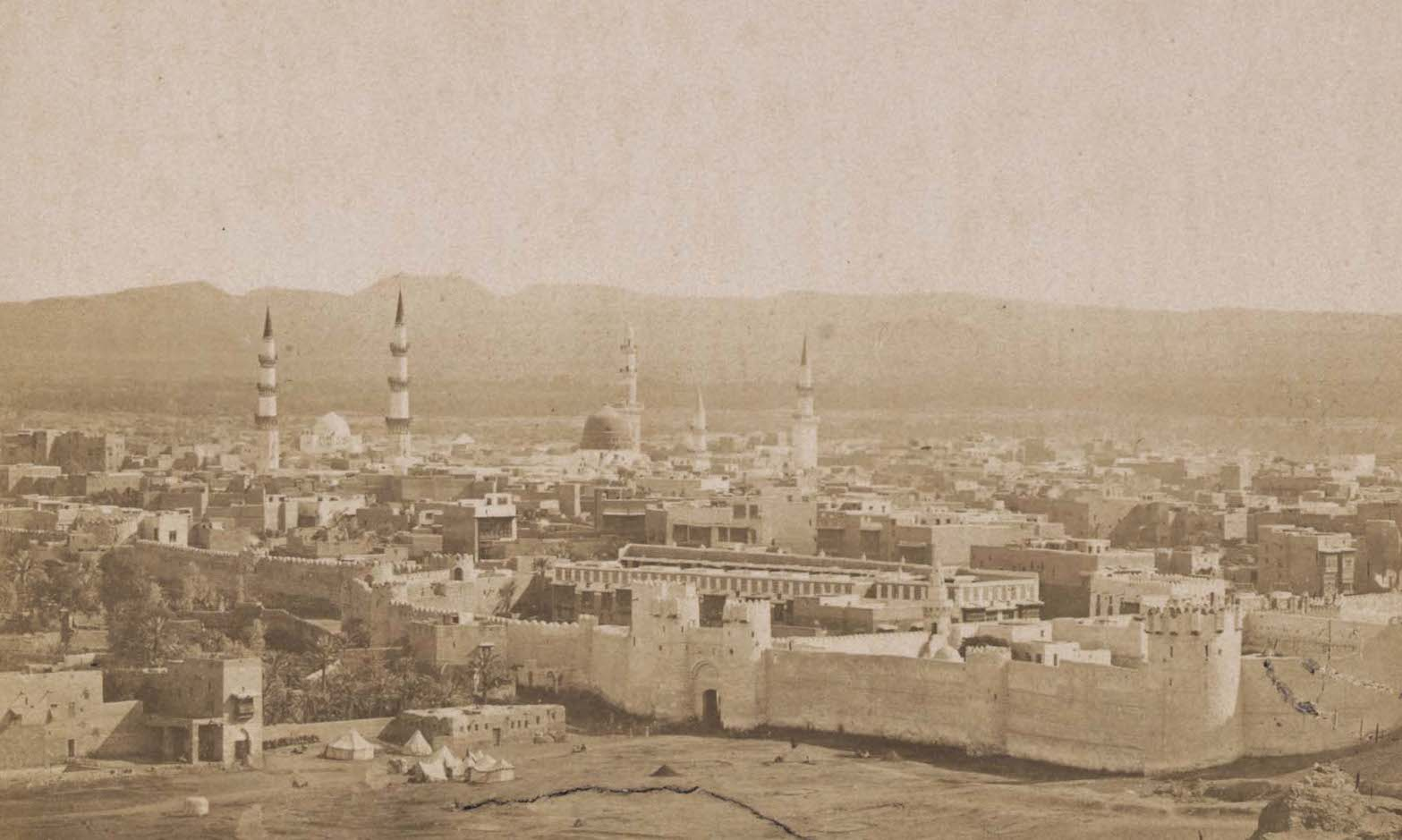
منظر عام للمدينة المنورة بما في ذلك المسجد النبوي وقبته الخضراء